# Bergö, Tystberga
Bergö är en ö i Tystberga socken, Nyköpings kommun. Ön har en yta av 7,8 hektar.
Bergö bebyggdes första gången 1857 av fiskaren Anders Petter Andersson som gav sin gård namnet Pettersberg. Pettersberg var då underlagt Horns gård. Torpet skattköptes 1943. Redan i början av 1900-talet hade dock fritidshustomter börjat avstyckas på öns södra delar. Idag finns 13 fritidshus på ön, förutom torpet som ännu är helårsbostad.